# Pedro Masó
Pedro Masó Paulet (Madrid, 26 de enero de 1927-Madrid, 23 de septiembre de 2008) fue un director, guionista y productor español.

## Biografía
Pedro Masó desarrolló una actividad infatigable en el ámbito cinematográfico español. En total, dirigió 14 filmes, escribió 146 guiones y produjo 82 películas, sin contar su labor como productor y realizador televisivo: produjo seis series, algunas de ellas clásicos como Anillos de oro (1983) o Brigada central (1988).
Su relación con el cine se remonta a cuando era botones de los Estudios Chamartín. Poco a poco va escalando puestos: con 20 años fue ayudante de producción de José Luis Sáenz de Heredia en el rodaje de El escándalo (1943). En 1953 debuta como guionista en Como la tierra y es nombrado jefe de producción con apenas veintiséis años. Participa en títulos de éxito como Manolo guardia urbano (1956) y Los ángeles del volante (1957). En 1958 firmó el guion de uno de los títulos más famosos de la historia del cine español, Las chicas de la Cruz Roja, lo que le abrió las puertas de la dirección de cine con el filme de 1961 Tres de la Cruz Roja. Al año siguiente (1962) se transforma en productor al crear su propia compañía, Pedro Masó Producciones Cinematográficas, con la que consigue algunos de los mayores éxitos comerciales del cine español como Atraco a las tres, Vacaciones para Ivette, Un millón en la basura, La ciudad no es para mí y la trilogía La gran familia, La familia y uno más y La familia bien, gracias.
En 1986 funda la sociedad Escorpio Films, S.A. como filial de Pedro Masó Producciones Cinematográficas y produce su primer largometraje basado en una novela de Miguel Delibes, que dirige Antonio Mercero, titulada El tesoro (1988).
Para televisión rodó Anillos de oro (1983), Segunda enseñanza (1985) (ambas con Ana Diosdado como guionista y protagonista), Brigada Central (1989), con Imanol Arias y, a partir de 1993, dirige y produce para Antena 3 Televisión la serie Compuesta y sin novio, protagonizada por Lina Morgan y José Coronado.
Pedro Masó, muy dotado para el costumbrismo como guionista, director y productor, supo sintonizar con los gustos de la sociedad española de posguerra y aprovechó también el genio de grandes guionistas como Rafael Azcona; impulsó la carrera de directores como José María Forqué, Javier Aguirre y Pedro Lazaga y la de actores dotados para la comedia —su género predilecto— como Alfredo Landa o Paco Martínez Soria; asimismo, descubrió al público a algunos otros importantes actores, como Javier Bardem o Aitana Sánchez-Gijón.

## Premios
Medallas del Círculo de Escritores Cinematográficos
| Año  | Categoría            | Películas              | Resultado |
| ---- | -------------------- | ---------------------- | --------- |
| 1964 | Mejor guion original | Vacaciones para Ivette | Ganador   |

- Mejor Director Cinematográfico español en 1973.
- Premio del Festival Acapulco por Vacaciones para Ivette.
- Premio de la Infancia y Juventud del Festival de Cannes por La Gran Familia y La Familia y uno más.
- Premio TP de Oro a la mejor serie dramática por Anillos de oro en 1983.
- Premio TP de Oro a la mejor serie dramática por Brigada Central en 1989.
- Premio TP de Oro a la mejor serie dramática de televisión por Brigada Central en 1990.
- Medalla de Oro de Egeda por toda su carrera en 2003
- Goya de honor (2006)

## Filmografía

### Como director de cine
| - 1971 - Las Ibéricas F.C. - 1972 - Experiencia prematrimonial - 1972 - Las colocadas - 1974 - Una chica y un señor - 1974 - Un hombre como los demás - 1975 - (br) A Menor Violentada - 1975 - Las adolescentes | - 1976 - La menor - 1977 - La Coquito - 1979 - La miel - 1979 - La familia bien, gracias - 1980 - El divorcio que viene - 1981 - 127 millones libres de impuestos - 1982 - Puente aéreo - 1995 - Hermana, pero ¿qué has hecho? |

### Como director de televisión
| - 1983 - Anillos de oro - 1986 - Segunda enseñanza | - 1989 - Brigada Central - 1999 - La familia... 30 años después |

### Como productor
| - ¡Aquí hay petróleo! (1955) De Rafael J. Salvia - La gran familia (1962) - Atraco a las tres (1962) - Nuevo en esta plaza (1966) De Pedro Lazaga - La ciudad no es para mí (1966) De Pedro Lazaga - Los guardiamarinas (1967) De Pedro Lazaga - Sor Citroen (1967) De Pedro Lazaga - No desearás la mujer de tu prójimo (1968) De Pedro Lazaga - El turismo es un gran invento (1968) De Pedro Lazaga - Las nenas del mini-mini (1969) De Germán Lorente - El otro árbol de Guernica (1969) De Pedro Lazaga - Verano 70 (1969) De Pedro Lazaga | - A 45 revoluciones por minuto (1969) De Pedro Lazaga - Abuelo Made in Spain (1969) De Pedro Lazaga - El abominable hombre de la Costa del Sol (1970) De Pedro Lazaga - El astronauta (1970) De Javier Aguirre - Las colocadas (1972) De Pedro Masó - DVD Anillos de oro (1983) De Pedro Masó - La rusa (1987) De Mario Camus - DVD Brigada central (1989) De Pedro Masó - Gran slalom (1995) De Jaime Chávarri - Hermana, pero ¿qué has hecho? (1995) De Pedro Masó - Atraco a las tres y media (2003) |

### Como guionista
| - ¡Aquí hay petróleo!. (1955) De Rafael J. Salvia - Manolo guardia urbano. (1956) De Rafael J. Salvia - Los ángeles del volante. (1957) . De Ignacio F. Iquino - El puente de la paz. (1958) De Rafael J. Salvia - Las chicas de la Cruz Roja. (1958) De Rafael J. Salvia - El día de los enamorados. (1959) De Fernando Palacios - Amor bajo cero. (1960) De Ricardo Blasco - La gran familia. (1962) De Fernando Palacios - Atraco a las tres (1962). De José María Forqué - Vacaciones para Ivette. (1964) De José María Forqué - Las viudas. (1966) De Julio Coll - La ciudad no es para mí. (1966) De Pedro Lazaga - Los guardiamarinas. (1967) De Pedro Lazaga - Novios 68. (1967) Novios 68. De Pedro Lazaga - Los chicos del Preu. (1967) De Pedro Lazaga - ¿Qué hacemos con los hijos?. (1967) De Pedro Lazaga - Sor Citroen. (1967) Sor Citroën. De Pedro Lazaga - ¡Cómo sois las mujeres!. (1968) De Pedro Lazaga - La chica de los anuncios. (1968) De Pedro Lazaga - No le busques tres pies.... (1968) De Pedro Lazaga - Las secretarias. (1968) De Pedro Lazaga | - No desearás la mujer de tu prójimo. (1968) De Pedro Lazaga - Las amigas. (1969) De Pedro Lazaga - Las nenas del mini-mini. (1969) De Germán Lorente - ¿Por qué pecamos a los cuarenta?. (1969) De Pedro Lazaga - Verano 70. (1969) De Pedro Lazaga - A 45 revoluciones por minuto. (1969) De Pedro Lazaga - Crimen imperfecto. (1970) De Fernando Fernán Gómez - El abominable hombre de la Costa del Sol. (1970) De Pedro Lazaga - El astronauta. (1970) De Javier Aguirre - El dinero tiene miedo. (1970) De Pedro Lazaga - Las Ibéricas F.C.. (1971) De Pedro Masó - Las colocadas. (1972) De Pedro Masó - Una chica y un señor. (1974) De Pedro Masó - 127 millones libres de impuestos. (1980) De Pedro Masó - DVD DVD Brigada central. (1989) De Pedro Masó - Seductor, El. (1995) De José Luis García Sánchez - Hermana, pero ¿qué has hecho?. (1995) De Pedro Masó - Atraco a las tres y media (2003). De Raúl Marchand |